# Врховаць-Соколовацький
Врховаць-Соколовацький (хорв. Vrhovac Sokolovački) — населений пункт у Хорватії, у Копривницько-Крижевецькій жупанії у складі громади Соколоваць.

## Населення
Населення за даними перепису 2011 року становило 65 осіб.
Динаміка чисельності населення поселення: